# Sisyroctenis hemicamina
Sisyroctenis hemicamina är en fjärilsart som beskrevs av Edward Meyrick 1936. Sisyroctenis hemicamina ingår i släktet Sisyroctenis och familjen Brachodidae. Inga underarter finns listade i Catalogue of Life.